# جين غريني
جين غريني (بالإنجليزية: Gene Greene)‏ هو عازف جاز وملحن ومغني أمريكي، ولد في 9 يونيو 1881 في أورورا في الولايات المتحدة، وتوفي في 5 أبريل 1930 في نيويورك في الولايات المتحدة.

## وصلات خارجية
- جين غريني على موقع ميوزك برينز (الإنجليزية)
- جين غريني على موقع ديسكوغز (الإنجليزية)